# Nils Elffors
Nils Erik Elffors, född 23 december 1885 i Stockholm, död 15 oktober 1925, var en svensk inspicient och skådespelare. Han var gift med skådespelaren Emmy Elffors.
Elffors var anställd som inspicient vid Svenska Bios ateljé på Lidingö. Han var en ansedd pyrotekniker och ansvarade för effekter till ett antal filmer. När filmen Ödets man skulle kompletteras med ett för utlandet avsett inslag, där ett hus sprängs i luften, omkom han vid den våldsamma explosionen.

## Filmografi
- 1912 – Säterjäntan
- 1912 – Mor och dotter
- 1913 – Den okända
- 1913 – På livets ödesvägar
- 1913 – Gränsfolken
- 1913 – Vampyren
- 1914 – Skottet
- 1914 – Bröderna
- 1914 – Dömen icke
- 1915 – Lekkamraterna
- 1915 – Hämnaren
- 1915 – Hans hustrus förflutna
- 1915 – Landshövdingens döttrar
- 1916 – Havsgamar
- 1917 – Terje Vigen
- 1917 – Alexander den Store
- 1918 – Berg-Ejvind och hans hustru
- 1921 – Körkarlen

### Filmmanus
- 1915 – Lekkamraterna

## Teater

### Roller (ej komplett)
| År   | Roll                                   | Produktion                                                | Regi                       | Teater        |
| ---- | -------------------------------------- | --------------------------------------------------------- | -------------------------- | ------------- |
| 1911 | Mitritj, gammal dräng                  | Mörkrets makt Leo Tolstoj                                 | Mauritz Stiller            | Lilla teatern |
| 1911 | Drängen                                | Pastor Jussilainen Gustaf von Numers                      | Jenny Tschernichin-Larsson | Lilla teatern |
| 1912 | Marius Bang, folkskollärarföreståndare | Miss Williams from New York Gustav Wied och Jens Petersen | Mauritz Stiller            | Lilla teatern |
| 1912 | Fadern                                 | Leka med elden August Strindberg                          |                            | Lilla teatern |
| 1912 | Mettenschleier, bildhuggare            | Hockenjos staty Jakob Wassermann                          | Mauritz Stiller            | Lilla teatern |